# Szent Kereszt-templom (Csíkszereda)
Csíkszereda legrégebbi római katolikus   temploma a Szent Kereszt-templom egyike a város XVIII. századból fennmaradt épületeinek, Románia műemléklistáján a HR-II-a-B-12735 sorszámon szerepel. A mai Kossuth utca 38. szám alatt található templom barokk stílusban épült 1751 és 1758 között. A  Szent Kereszt felmagasztalása tiszteletére 1784-ben szentelték fel. 

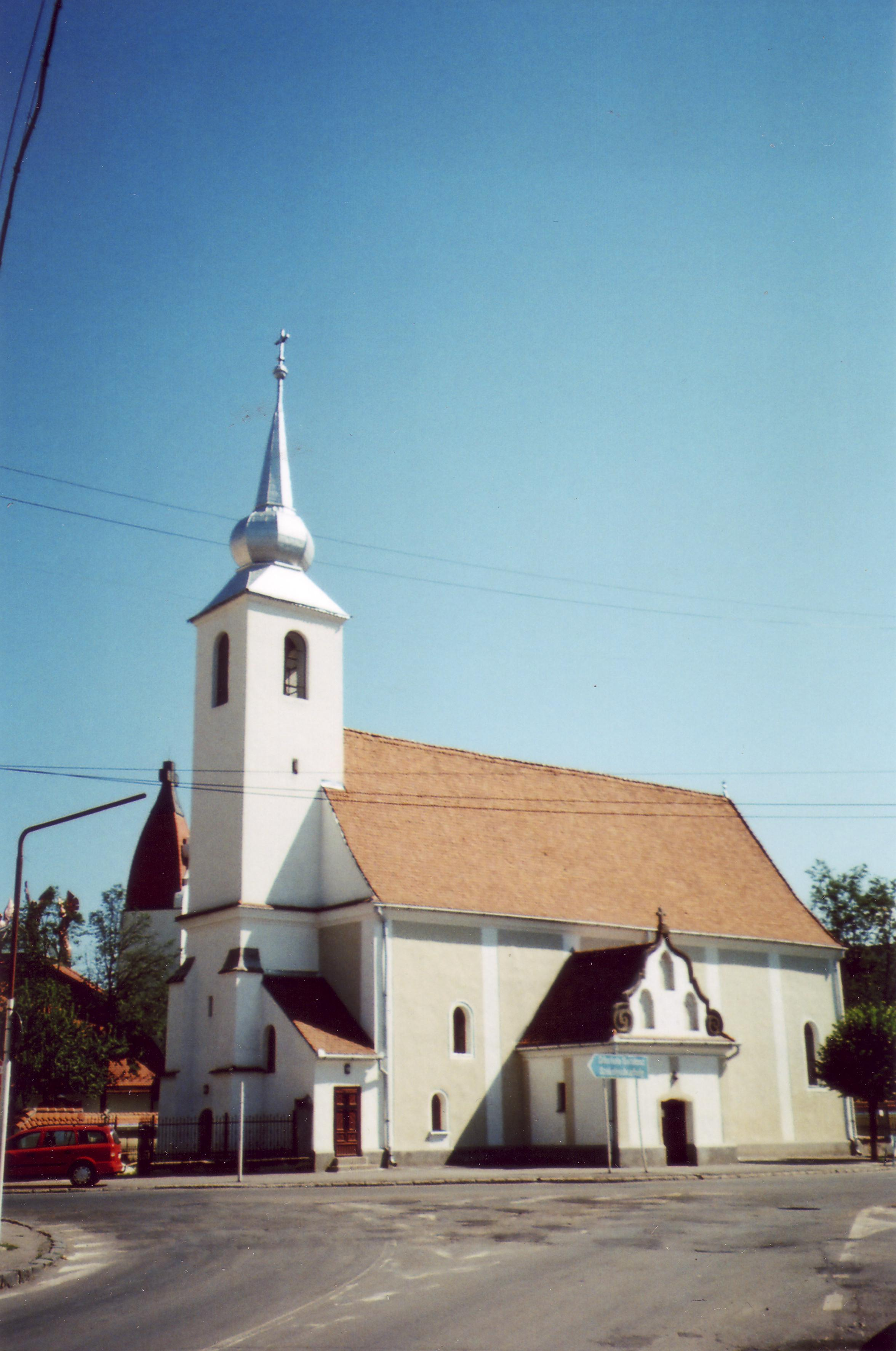
Csíkszereda, Szent Kereszt római katolikus templom

## Története
Csíkszereda első okleveles említése 1558-ból való, ekkor már városként említik, "oppidum Csík Szereda", tehát a település  jóval régebbi kell hogy legyen. A középkorban a csíkszeredai katolikusoknak nem volt önálló templomuk, a csobotfalvi Szent Péter 
anyaegyházhoz tartoztak. Valószínű, hogy a helybeliek a Mikó-vár kápolnáját használták imádságos helyként egészen 1751-ig, az önálló plébánia megalakulásig. Az itt létező kápolnáról biztos adat van.
Csíkszereda 1751-ben önálló plébánia lett, de temploma csak 1758-ra készült el. A város  legrégibb egyházi épületét a Piactér nyugati szélén, a hajdani Hargita, Temető és Borvíz utcák találkozásánál építették fel, barokk stílusban. Az egyházközség költségén épült fel a templom, amelynek méretei az akkori egyutcás településhez igazodtak. Csíkszereda városának, Csíkszék vásáros helyének megfelelt akkor ez a templom.
Az 1784-ben a Szent Kereszt felmagasztalásának emlékére felszentelt templomot egészében gyűrű, védőfal vette körül. A templom keletkezéséről és állapotáról tájékoztat az 1866-ban írt "Descriptio Parochialis", melynek csak egy töredéke élte túl az 1916-os tűzvészt, amelyben leégett a parókia és vele együtt  a levéltár is. 
A 18. század második felében már katolikus anyaegyház volt. A 20. század elején a város lakossága kevés kivétellel római katolikus vallású volt, ekkor még csak katolikus temploma és egyháza volt. 1910-ben a parókiához 5060 lélek tartozott.
A 19. század végén, amikor  a vármegye székhelye lett Csíkszereda, gyorsabb fejlődésnek indult,  
a templom a növekedő város igényeit már nem tudta ellátni. 
A város fejlődésének köszönhetően a 20. század elején már új templom tervét készítették el, sőt az építéshez szükséges anyagi alapot 1914-re össze is adták. A munkálatok elkezdése előtt azonban  kitört az első világháború, és minden elveszett.
Az 1916-os tűzvészben leégett a plébánia, a harangozói és kántori lak. A megcsonkult plébánia építése fontos volt az egyházközösség számára, de a háború utáni nehéz körülmények között csak 1928-ban kerülhetett sor a munkálatokra. 
Gróf Majláth Gusztáv Károly püspök 100000 lejt adományozott a plébánia felépítésére. Ehhez különböző adományok társultak. A munkálatok 1928. június 19-én kezdődtek és november 18-án szentmise keretében bejelentették az épület birtokbavételét.
Az 1933-as évben az Oltáregylet anyagi közreműködésével kifestették a templombelsőt.
Az 1945-ös évi bejegyzések szerint a templom háta mögött lebontották a harangozói lakást.
1948-ban tovább újították a templomot, főként az Oltáregylet jóvoltából.
1949-ben megtörtént a háború utáni első bérmálás, Márton Áron püspök végezte a ceremóniát.
Templomépítésről a kommunizmus alatt szó sem lehetett. 1981-ben a templom melletti kertet is el akarták venni, hogy utcát nyissanak rajta, ám a főesperes-plébános a hívek sokasága miatt a már meglévő templom mellé egy deszkatemplomot építtetett fel rajta. Több mint 5000 hívő gyűlt össze az akkori bérmálási szentmisén így csupán a templomkertben lehetett a szertartást megtartani.
2001-ben teljesedett be a csíkszeredai katolikus közösség régi vágya, mely egy nagyobb formátumú templom építése volt. 
2003-ban Darvas-Kozma József esperes-plébános kitartó munkája eredményeként, Makovecz Imre tervei alapján elkészült az új templom épülete, közismert nevén a Millenniumi templom .
Az új templomot  2003. október 18-án Dr. Jakubinyi György érsek és Tamás József püspök, szentelte fel Nagyboldogasszony és a magyar szentek tiszteletére.
A deszkatemplomot, amely a diktatúra éveiben a hitélet ápolásának helyszíne volt, 2003-ban az új templom felépítése után az átrendezés miatt tovább költöztették a Szécseny nevű dűlőbe, a Hargita lábához. Szeptember 6-án, Árpád-házi Szent Kinga tiszteletére szentelte fel Tamás József püspök.

## Kegytárgyak
- Mátyás Király idejében , 1470 körül készített talpas feszület. E feszületen az ú. n. áldó Krisztus látható. A feszület négy ágát a négy evangélista szimbóluma díszíti, a talp utólagos, 17. századi munka.
- A Mária Kongregáció Könyve, mely a csíksomlyói ferences kolostorban 1731 előtt készült, fatáblája vörös bársony bevonatú, ezüstverettel, csatokkal, díszkötése aranyozott és poncolt.

## Gyülekezetek, társulatok
A hívek buzgóságáról, vagyis a szentmisén való részvételükről a Domus Historia nyújt ízelítőt. Az írás szerint a szentmiséket inkább a nők és a gyerekek látogatták, férfiak is megjelentek, de kisebb számban. Távollétüket azzal magyarázták, hogy nem akarták kiszorítani a nőket az amúgy is kis templomból.
Gyülekezetek is voltak és vannak, mint például: a Rózsafűzér Társulat, Szent Ferenc Harmadik Rendje, Oltáregyesület, Mária Kongregáció, Szentkereszt Szövetség, Katolikus Népszövetség, Leányklub és a Gyermekek Kisapostol Egyesülete.

## Külső hivatkozások
- Csíkszereda honlapja Csíkszereda - általános bemutató. Hit és közösség
- Szent Kereszt Plébánia honlapja